# Bradybatus fallax
Bradybatus fallax is een kever behorend tot de Snuitkevers. Hij leeft op Noorse esdoorn (Acer platanoides) en de Gewone esdoorn (Acer pseudoplatanus).

## Kenmerken
Hij heeft een lengte van 3,2 tot 3,8 mm.

## Verspreiding
Hij komt voor in West-Europa en Midden-Europa.